# Bandidus kimminsi
Bandidus kimminsi är en insektsart som beskrevs av Tim R. New 1985. Bandidus kimminsi ingår i släktet Bandidus och familjen myrlejonsländor. Inga underarter finns listade i Catalogue of Life.